# Колхозное (Сахалинская область)
Колхо́зное — село в Невельском городском округе Сахалинской области России.

## География
Село находится на берегу реки Казачка, на расстоянии 4 км от города Невельск, административного центра округа.

## История
До 1945 года принадлежало японскому губернаторству Карафуто и называлось Токомбосава (яп. 吐鯤保沢). После передачи Южного Сахалина СССР село 15 октября 1947 года было переименовано по просьбе работников вновь созданного колхоза «4-я пятилетка».

## Население
| 2002 | 2010 | 2013 | 2021 |
| ---- | ---- | ---- | ---- |
| 394  | ↘371 | ↘363 | ↘314 |

### Половой состав
Согласно результатам переписи 2002 года, в селе проживало 394 человека (203 мужчины и 191 женщина).

### Национальный состав
Согласно результатам переписи 2002 года, в национальной структуре населения русские составляли 84 % из 394 чел.

## Улицы
| - ул. Гагарина, - ул. Комсомольская, - ул. Новая, | - ул. Почтовая, - ул. Садовая, - ул. Сельская. |